# Dichosciadium ranunculaceum
Dichosciadium ranunculaceum är en flockblommig växtart som först beskrevs av Ferdinand von Mueller, och fick sitt nu gällande namn av Karel Domin. Dichosciadium ranunculaceum ingår i släktet Dichosciadium och familjen flockblommiga växter. Inga underarter finns listade i Catalogue of Life.